# Héron goliath
Ardea goliath
Espèce
Statut CITES
Statut de conservation UICN

 LC  : Préoccupation mineure

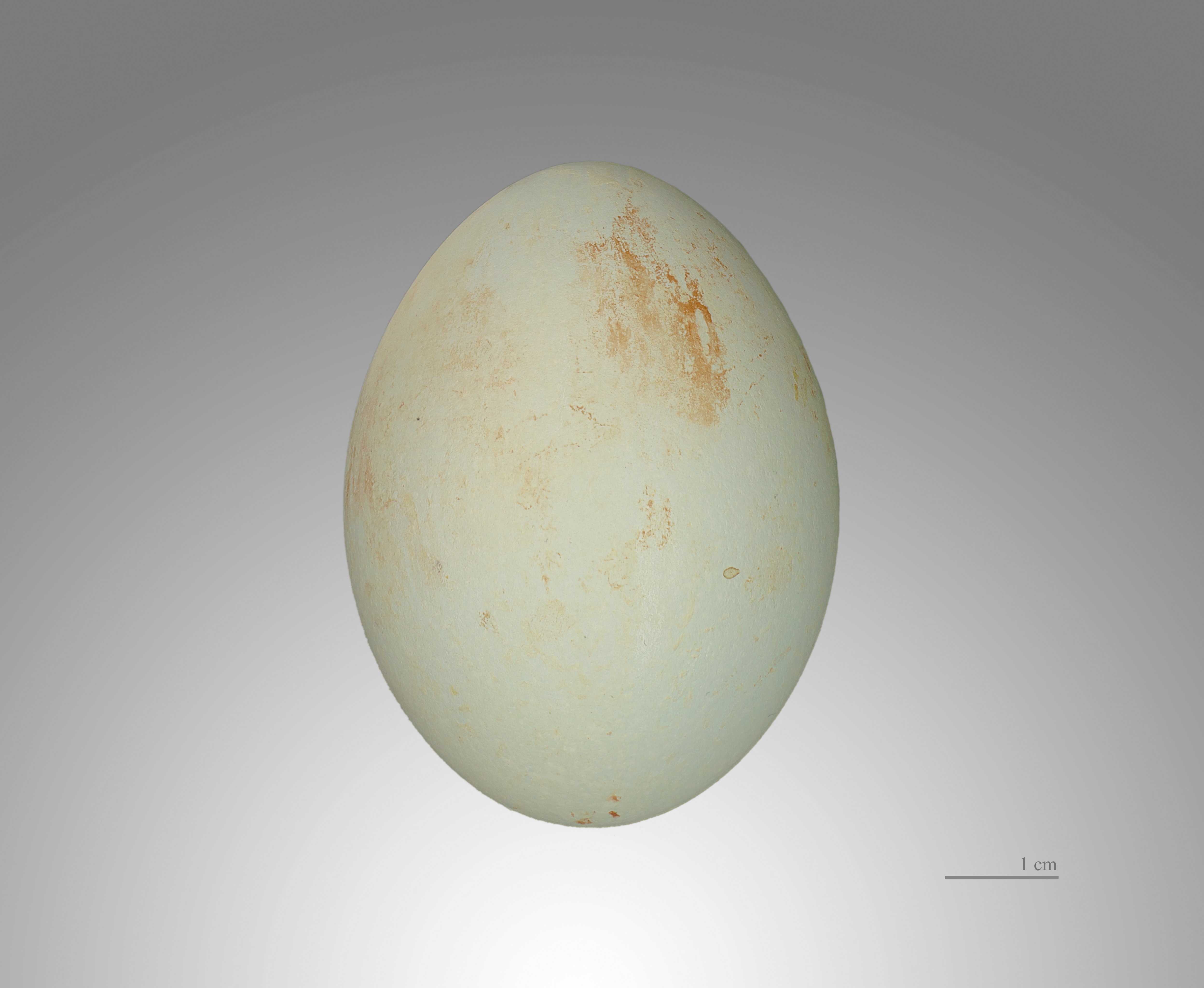
Œuf d' Ardea goliath - Muséum de Toulouse

Le Héron goliath (Ardea goliath) est une espèce d'oiseaux aquatiques de la famille des Ardeidae.

## Description
Comme son nom l'indique (goliath), il s'agit du plus grand héron du monde. Il présente une structure élancée, des pattes et un cou allongés ainsi qu'un puissant bec en forme de poignard. Les ailes, le dos et la queue sont gris ardoisé, plus ou moins sombre. Le ventre, la poitrine, le cou et la tête sont roux. La gorge est blanche tachetée de noir. Les lores sont bleutés, les yeux jaunes, le bec et les pattes noirâtres. Cet oiseau possède de longues plumes effilées sur la poitrine et sur les scapulaires. Les adultes des deux sexes sont identiques. Le juvénile est plus terne, avec plus de blanc sur la gorge. Cet oiseau mesure entre 125 et 155 cm de hauteur.
Le cri est un lourd et faible "kwaaark".

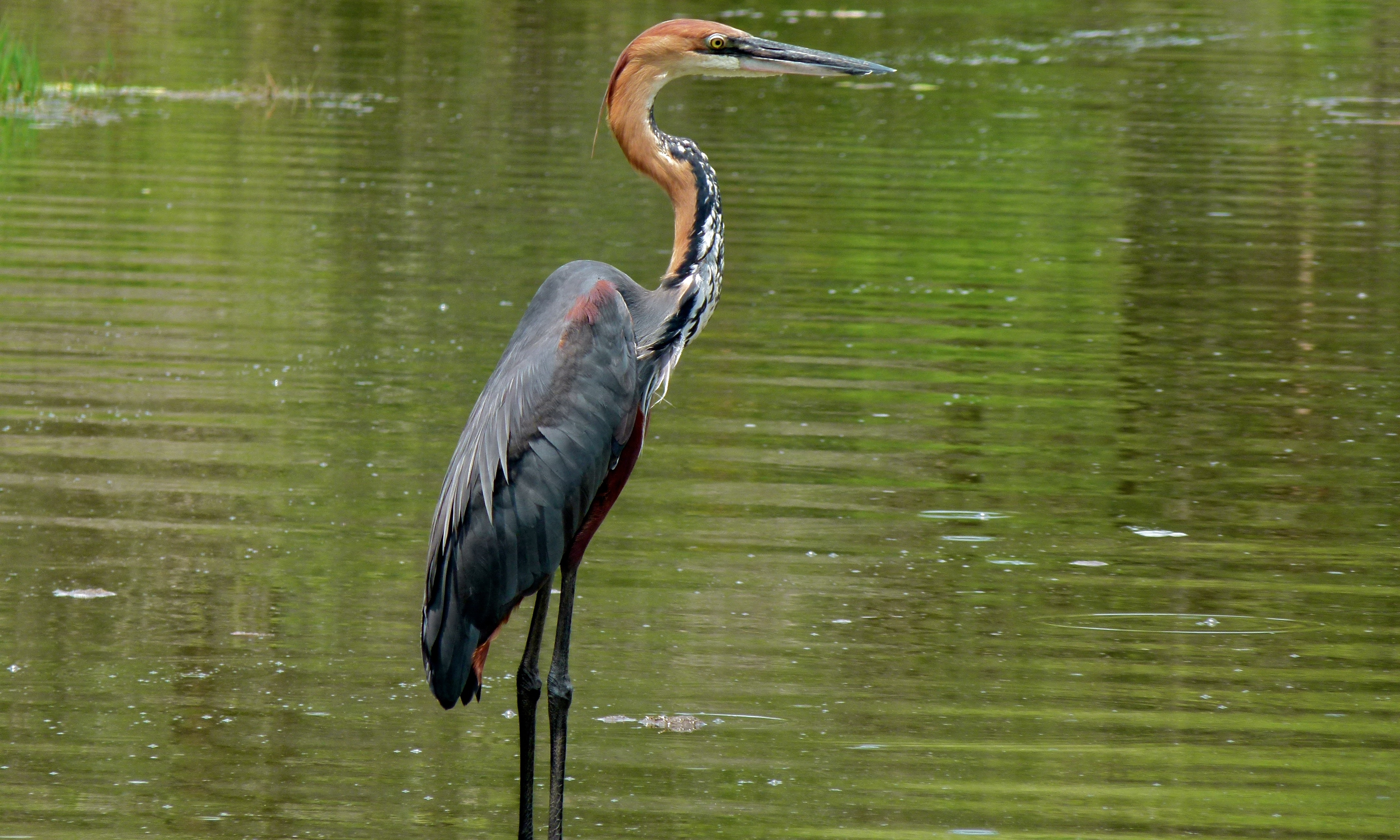
Parc national Kruger, Afrique du Sud
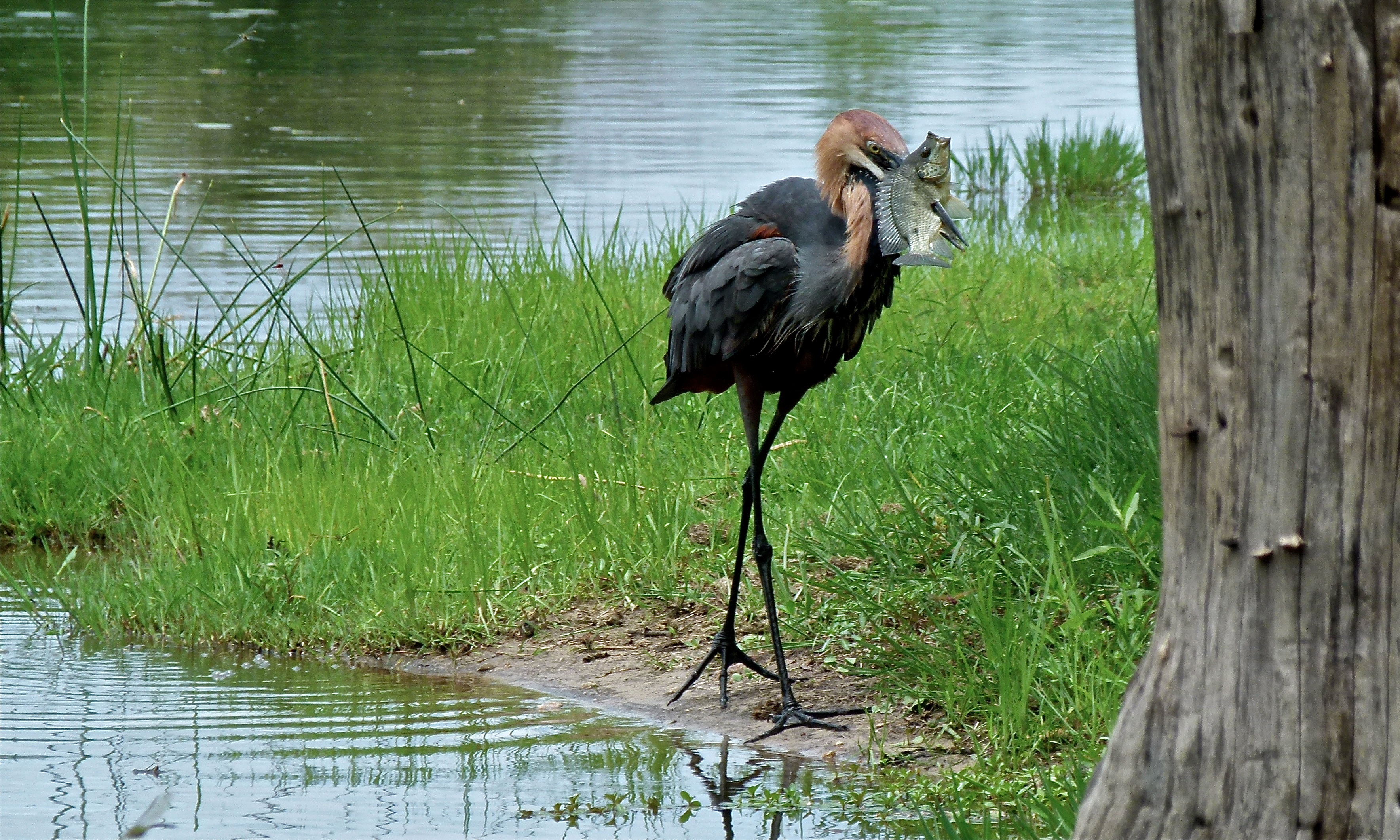
Ardea goliath avec un poisson empalé sur son bec, Parc national Kruger
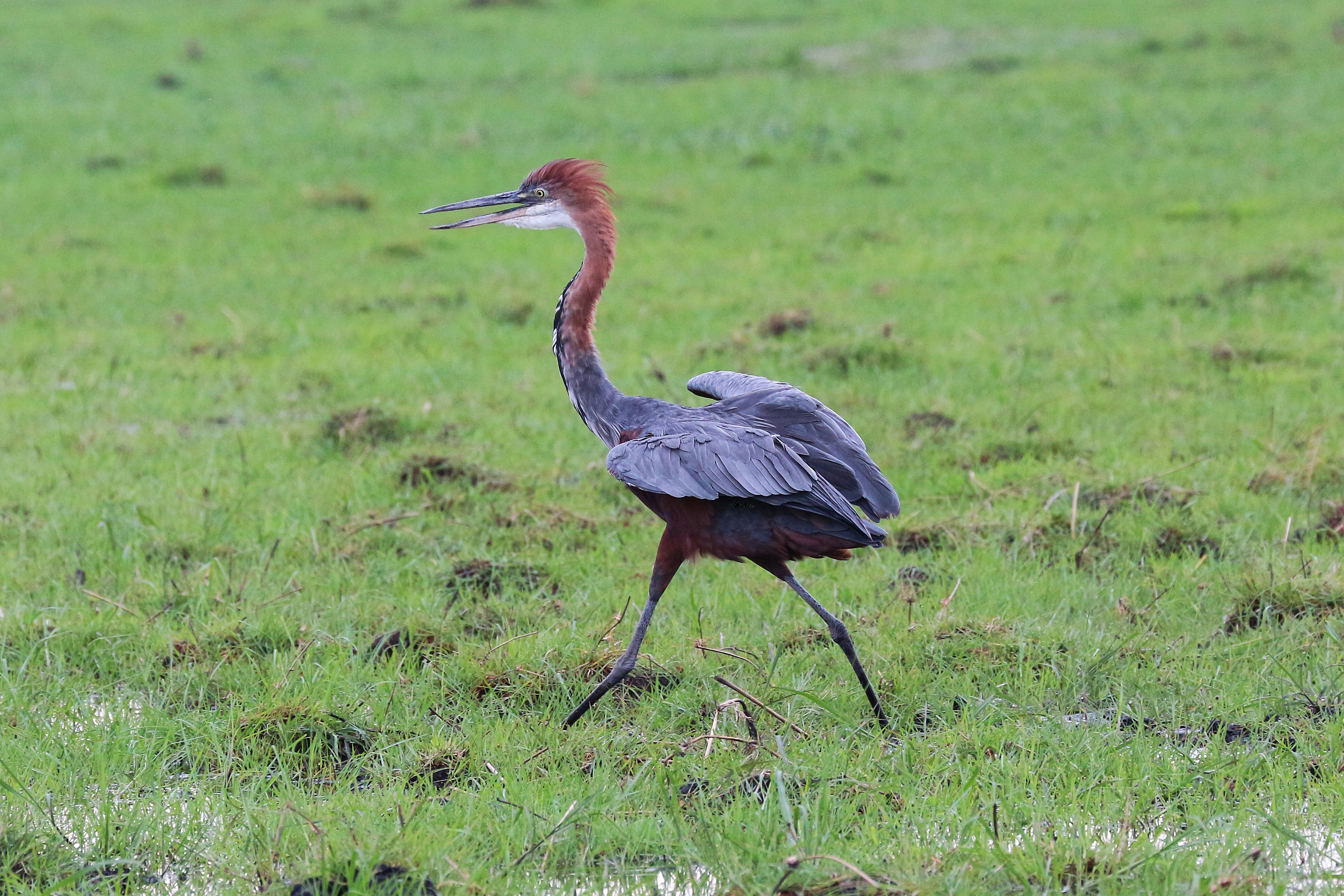
En pleine course au parc national de Chobe
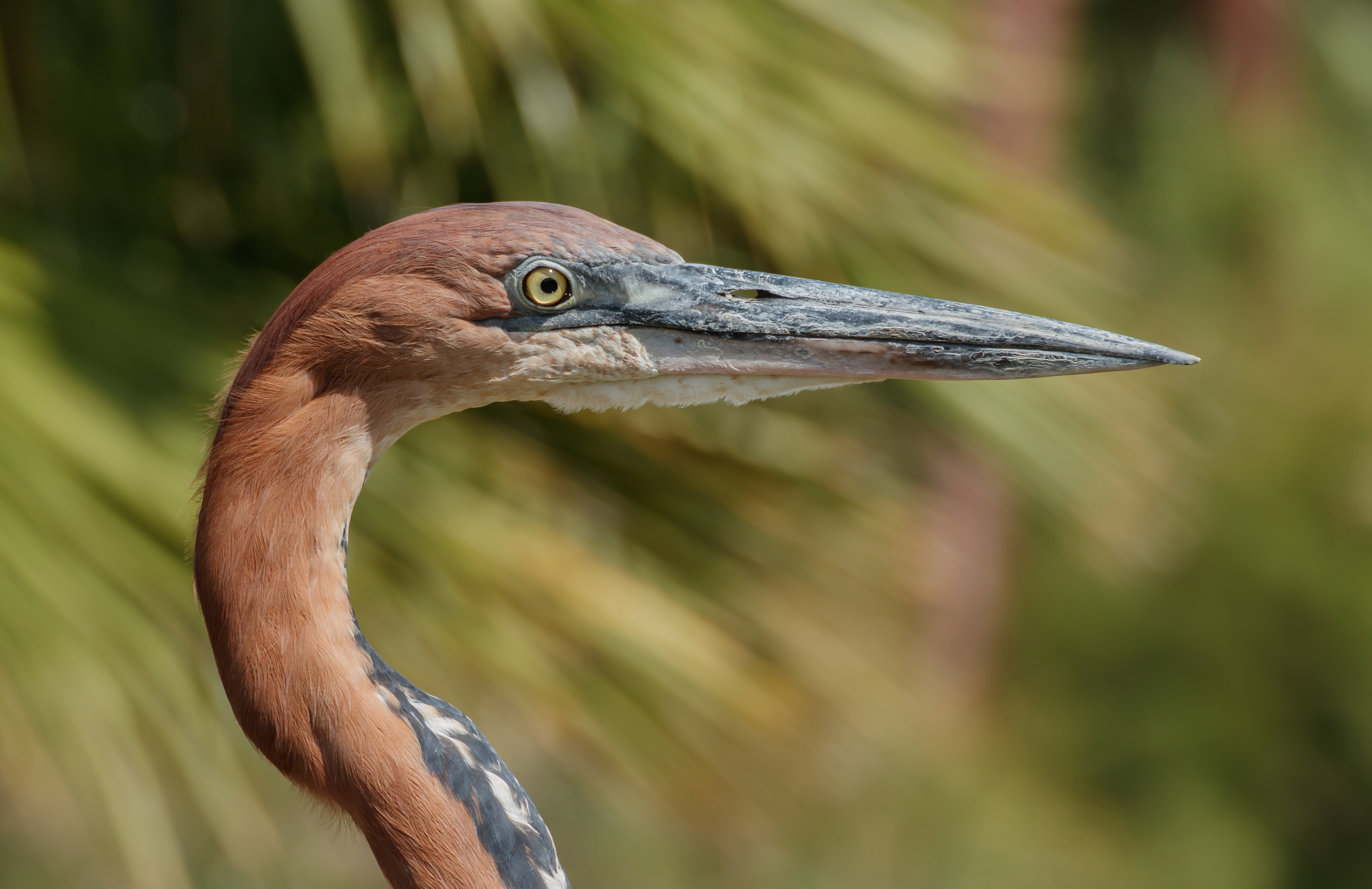
Portrait de héron goliath à la réserve africaine de Sigean. Septembre 2019.

## Comportement
- Alimentation : Chasse divers animaux dans les zones marécageuses. Détend soudainement son cou replié pour capturer sa proie, qu'il empale le plus souvent. Se nourrit de poissons de tailles diverses, batraciens, petits mammifères (rongeurs), reptiles et gros invertébrés. Reste souvent sur les mêmes lieux si ceux-ci offrent de bonnes conditions de pêche[2].
- Reproduction : Vit en groupe lors de la période de reproduction, solitaire le reste du temps. Il construit un nid massif, constitué de branchages et de roseaux sur un arbre, sur un buisson ou dans la végétation palustre. Pond 3 à 4 œufs bleutés[3].

## Habitat
Cet oiseau vit dans tous types de zones humides : lacs, rivières, marécages avec une dense végétation palustre (papyrus surtout) en eau douce, plus rarement saumâtre (estuaires). Il est présent aussi dans les mangroves.

## Répartition

résident permanent
non nicheur

Cette espèce peuple l'Afrique subsaharienne mais est absente cependant du désert du Kalahari et du Karoo. Elle est observée dans le centre de Madagascar et le long des côtes de la mer Rouge. En Asie, elle se trouve du Sud de l'Iran au Bangladesh, en passant par l'Inde. Elle est absente du Sri Lanka.

## Philatélie
Timbre de Djibouti 1991, valeur faciale 20 F, Y&T 676.